# Ikinari Punch Line
„Ikinari Punch Line” (jap. いきなりパンチライン Ikinari Panchi Rain) – dwudziesty trzeci singel japońskiego zespołu SKE48, wydany w Japonii 4 lipca 2018 roku przez avex trax.
Singel został wydany w dziewięciu edycjach: czterech regularnych i czterech limitowanych (Type A, Type B, Type C, Type D) oraz „teatralnej” (CD). Osiągnął 1 pozycję w rankingu Oricon i pozostał na liście przez 23 tygodnie. Singel zdobył status platynowej płyty.

## Lista utworów
Wszystkie utwory zostały napisane przez Yasushiego Akimoto.

### Type A
| CD | CD                                                                                        | CD                | CD                   | CD      |
| Nr | Tytuł utworu                                                                              | Kompozycja        | Aranżacja            | Długość |
| -- | ----------------------------------------------------------------------------------------- | ----------------- | -------------------- | ------- |
| 1. | „Ikinari Punch Line” (jap. いきなりパンチライン)                                          | Masahiro Kawaura  | APAZZI               | 4:02    |
| 2. | „Parting shot” (wyk. Team S)                                                              | Shin'ichi Sakurai | Yūichi "Masa" Nonaka | 3:44    |
| 3. | „Hana no kaori no Symphony” (jap. 花の香りのシンフォニー) (wyk. Passion For You Senbatsu) | TAMATE BOX        | Shūho Mitani         | 3:58    |
| 4. | „Ikinari Punch Line” (jap. いきなりパンチライン) (off vocal)                              | Masahiro Kawaura  | APAZZI               | 4:02    |
| 5. | „Parting shot” (off vocal)                                                                | Shin'ichi Sakurai | Yūichi "Masa" Nonaka | 3:44    |
| 6. | „Hana no kaori no Symphony” (jap. 花の香りのシンフォニー) (off vocal)                     | TAMATE BOX        | Shūho Mitani         | 3:58    |

| DVD | DVD                                                                                          | DVD     |
| Nr  | Tytuł utworu                                                                                 | Długość |
| --- | -------------------------------------------------------------------------------------------- | ------- |
| 1.  | „Ikinari Punch Line” (jap. いきなりパンチライン) (Music Video)                               |         |
| 2.  | „Parting shot” (Music Video)                                                                 |         |
| 3.  | „10-shūnen o Aichi-ken de PR: Toyohashi/Toyokawa-hen” (jap. 10周年を愛知県でPR 豊橋・豊川編) |         |

### Type B
| CD | CD                                                                                        | CD               | CD           | CD      |
| Nr | Tytuł utworu                                                                              | Kompozycja       | Aranżacja    | Długość |
| -- | ----------------------------------------------------------------------------------------- | ---------------- | ------------ | ------- |
| 1. | „Ikinari Punch Line” (jap. いきなりパンチライン)                                          | Masahiro Kawaura | APAZZI       | 4:02    |
| 2. | „Dareka no mimi” (jap. 誰かの耳) (wyk. Team KII)                                          | BASEMINT         | BASEMINT     | 4:07    |
| 3. | „Hana no kaori no Symphony” (jap. 花の香りのシンフォニー) (wyk. Passion For You Senbatsu) | TAMATE BOX       | Shūho Mitani | 3:58    |
| 4. | „Ikinari Punch Line” (jap. いきなりパンチライン) (off vocal)                              | Masahiro Kawaura | APAZZI       | 4:02    |
| 5. | „Dareka no mimi” (jap. 誰かの耳) (off vocal)                                              | BASEMINT         | BASEMINT     | 4:07    |
| 6. | „Hana no kaori no Symphony” (jap. 花の香りのシンフォニー) (off vocal)                     | TAMATE BOX       | Shūho Mitani | 3:58    |

| DVD | DVD                                                                            | DVD     |
| Nr  | Tytuł utworu                                                                   | Długość |
| --- | ------------------------------------------------------------------------------ | ------- |
| 1.  | „Ikinari Punch Line” (jap. いきなりパンチライン) (Music Video)                 |         |
| 2.  | „Dareka no mimi” (jap. 誰かの耳) (Music Video)                                 |         |
| 3.  | „10-shūnen o Gifu-ken de PR: Toyohashi/Toyokawa-hen” (jap. 10周年を岐阜県でPR) |         |

### Type C
| CD | CD                                                                                        | CD               | CD            | CD      |
| Nr | Tytuł utworu                                                                              | Kompozycja       | Aranżacja     | Długość |
| -- | ----------------------------------------------------------------------------------------- | ---------------- | ------------- | ------- |
| 1. | „Ikinari Punch Line” (jap. いきなりパンチライン)                                          | Masahiro Kawaura | APAZZI        | 4:02    |
| 2. | „Kimi wa Ramune” (jap. 君はラムネ) (wyk. Team E)                                          | Tomokazu Yamada  | Shōhei Sumiya | 4:27    |
| 3. | „Hana no kaori no Symphony” (jap. 花の香りのシンフォニー) (wyk. Passion For You Senbatsu) | TAMATE BOX       | Shūho Mitani  | 3:58    |
| 4. | „Ikinari Punch Line” (jap. いきなりパンチライン) (off vocal)                              | Masahiro Kawaura | APAZZI        | 4:02    |
| 5. | „Kimi wa Ramune” (jap. 君はラムネ) (off vocal)                                            | Tomokazu Yamada  | Shōhei Sumiya | 4:27    |
| 6. | „Hana no kaori no Symphony” (jap. 花の香りのシンフォニー) (off vocal)                     | TAMATE BOX       | Shūho Mitani  | 3:58    |

| DVD | DVD | DVD     |
| Nr  | Tytuł utworu | Długość |
| --- | --- | ------- |
| 1.  | „Ikinari Punch Line” (jap. いきなりパンチライン) (Music Video)                                                                    |         |
| 2.  | „Kimi wa Ramune” (jap. 君はラムネ) (Music Video)                                                                                  |         |
| 3.  | „Wakate ni dokkiri o shikakeyō! ~Action eiga Audition-hen~” (jap. 若手にドッキリを仕掛けよう！～アクション映画オーディション編～) |         |

### Type D
| CD | CD                                                                                        | CD               | CD             | CD      |
| Nr | Tytuł utworu                                                                              | Kompozycja       | Aranżacja      | Długość |
| -- | ----------------------------------------------------------------------------------------- | ---------------- | -------------- | ------- |
| 1. | „Ikinari Punch Line” (jap. いきなりパンチライン)                                          | Masahiro Kawaura | APAZZI         | 4:02    |
| 2. | „Otona no sekai” (jap. 大人の世界) (wyk. B Laviere)                                       | Takahiro Tsuji   | Takahiro Tsuji | 4:49    |
| 3. | „Hana no kaori no Symphony” (jap. 花の香りのシンフォニー) (wyk. Passion For You Senbatsu) | TAMATE BOX       | Shūho Mitani   | 3:58    |
| 4. | „Ikinari Punch Line” (jap. いきなりパンチライン) (off vocal)                              | Masahiro Kawaura | APAZZI         | 4:02    |
| 5. | „Otona no sekai” (jap. 大人の世界) (off vocal)                                            | Takahiro Tsuji   | Takahiro Tsuji | 4:49    |
| 6. | „Hana no kaori no Symphony” (jap. 花の香りのシンフォニー) (off vocal)                     | TAMATE BOX       | Shūho Mitani   | 3:58    |

| DVD | DVD | DVD     |
| Nr  | Tytuł utworu | Długość |
| --- | --- | ------- |
| 1.  | „Ikinari Punch Line” (jap. いきなりパンチライン) (Music Video)                                                              |         |
| 2.  | „Otona no sekai” (jap. 大人の世界) (Music Video)                                                                            |         |
| 3.  | „Wakate ni dokkiri o shikakeyō! ~Ren'ai eiga Audition-hen~” (jap. 若手にドッキリを仕掛けよう！～恋愛映画オーディション編～) |         |

### Wer. teatralna
| CD | CD                                                                                        | CD                           | CD            | CD      |
| Nr | Tytuł utworu                                                                              | Kompozycja                   | Aranżacja     | Długość |
| -- | ----------------------------------------------------------------------------------------- | ---------------------------- | ------------- | ------- |
| 1. | „Ikinari Punch Line” (jap. いきなりパンチライン)                                          | Masahiro Kawaura             | APAZZI        | 4:02    |
| 2. | „Rei no Potato Chips” (jap. 例のポテトチップス) (wyk. Kenkyūsei & Draft 3rd Generation)   | Yūsuke Nagumo, Shin Hasegawa | Shin Hasegawa |         |
| 3. | „Hana no kaori no Symphony” (jap. 花の香りのシンフォニー) (wyk. Passion For You Senbatsu) | TAMATE BOX                   | Shūho Mitani  | 3:58    |
| 4. | „SKE48 23rd Single Medley”                                                                |                              |               |         |
| 5. | „Ikinari Punch Line” (jap. いきなりパンチライン) (off vocal)                              | Masahiro Kawaura             | APAZZI        | 4:02    |
| 6. | „Rei no Potato Chips” (jap. 例のポテトチップス) (off vocal)                               | Yūsuke Nagumo, Shin Hasegawa | Shin Hasegawa |         |
| 7. | „Hana no kaori no Symphony” (jap. 花の香りのシンフォニー) (off vocal)                     | TAMATE BOX                   | Shūho Mitani  | 3:58    |

## Skład zespołu
| „Ikinari Punch Line” |
| --- |
| - Team S: Ryōha Kitagawa, Jurina Matsui (środek) - Team KII: Yūna Egō, Mina Ōba, Yuna Obata, Sarina Sōda, Akane Takayanagi, Saki Takeuchi, Yuzuki Hidaka, Nao Furuhata - Team E: Natsuki Kamata, Haruka Kumazaki, Kaho Satō, Ōka Suenaga, Maya Sugawara, Akari Suda |

| „Parting shot” |
| --- |
| - Team S: Rena Isshiki, Ruka Inoue, Miku Okada, Ayuka Kamimura, Yoshino Kitagawa, Ryōha Kitagawa, Marin Sakamoto, Aika Sugiyama, Rika Tsuzuki, Izumi Nakamura, Kano Nojima, Miyo Nomura, Otoha Machi, Jurina Matsui (środek), Chikako Matsumoto, Suzuran Yamauchi, Juna Yamada |

| „Hana no kaori no Symphony” |
| --- |
| - Team S: Ryōha Kitagawa, Marin Sakamoto, Kano Nojima, Jurina Matsui - Team KII: Yuki Arai, Yūna Egō (środek), Mina Ōba, Ruka Kitano, Kotono Shirai, Akane Takayanagi, Saki Takeuchi - Team E: Natsuki Kamata, Haruka Kumazaki, Maya Sugawara, Akari Suda |

| „Dareka no mimi” |
| --- |
| - Team KII: Shiori Aoki, Yuki Arai, Mikoto Uchiyama, Yūna Egō, Rinka Oshiba, Ayaka Ōta, Mina Ōba, Yuna Obata (środek), Narumi Kataoka, Ruka Kitano, Kotono Shirai, Sarina Sōda, Yumana Takagi, Akane Takayanagi, Saki Takeuchi, Yuzuki Hidaka, Nao Furuhata, Kaori Matsumura, Airi Mizuno, Yukina Yahagi |

| „Kimi wa Ramune” |
| --- |
| - Team E: Honoka Aikawa, Yūka Asai, Reona Ida, Natsuki Kamata, Haruka Kumazaki, Ami Kurashima, Makiko Saitō, Kaho Satō, Kohaku Shirayuki, Ōka Suenaga, Maya Sugawara, Akari Suda (środek), Yūki Takahata, Marika Tani, Miki Nonogaki, Nao Fukushi |

| „Otona no sekai” |
| --- |
| - Team S: Miku Okada, Rika Tsuzuki, Suzuran Yamauchi, Juna Yamada - Team KII: Shiori Aoki, Yuki Arai, Mikoto Uchiyama, Yumana Takagi, Kaori Matsumura, Yukina Yahagi - Team E: Makiko Saitō, Yūki Takahata, Marika Tani (środek) |

| „Rei no Potato Chips” |
| --- |
| - Kenkyūsei: Ayaha Atsumi, Saki Ishikawa, Yuzuki Ishiguro, Yūki Ōtani, Airi Nakano, Marina Nishi, Shiina Hirata, Negai Fukai, Riko Morihira, Aina Wada |

## Notowania
| Lista                             | Pozycja |
| --------------------------------- | ------- |
| Oricon Weekly Singles Chart       | 1       |
| Oricon Yearly Singles Chart       | 16      |
| Billboard Japan Hot 100           | 1       |
| Billboard Japan Hot Singles Sales | 1       |

## Sprzedaż
| Dane wg         | Sprzedaż |
| --------------- | -------- |
| Oricon          | 390 770  |
| Billboard Japan | 491 438+ |